# Jamie Martin
Jamie Blane Martin (Orange, 8 febbraio 1970) è un ex giocatore di football americano statunitense che ha giocato nel ruolo di quarterback nella National Football League (NFL). Al college giocò a football alla Weber State University.

## Carriera professionistica
Malgrado un'ottima carriera a livello universitario, Martin non fu scelto nel Draft NFL 1993. Firmò con i Los Angeles Rams e scese in campo come professionista per la prima volta nella stagione 1996 per la franchigia nel frattempo stabilitasi a St. Louis. Dopo aver passato la stagione 1997 come terzo quarterback di Washington Redskins e San Diego Chargers, Martin nel 1998 si accasò ai Jacksonville Jaguars con cui disputò quattro gare prima di rompersi il legamento collaterale anteriore nel mese di dicembre. Dopo un'esperienza coi Cleveland Browns e un ritorno ai Jaguars, nel 2001 raggiunse il Super Bowl di nuovo coi Rams come riserva di Kurt Warner e l'anno successivo disputò 5 gare, di cui 2 come titolare, al posto dell'infortunato Marc Bulger. Successivamente giocò per New York Jets, Rams per una terza volta, New Orleans Saints come riserva di Drew Brees e infine San Francisco 49ers nel 2008, stagione dopo la quale si ritirò.

## Palmarès
- National Football Conference Championship: 1

St. Louis Rams: 2001

## Statistiche
| Yard passate  | 3.814 |
| Touchdown     | 20    |
| Intercetti    | 21    |
| Passer rating | 82,4  |